# جدجد جامايكي
جدجد جامايكي (الاسم العلمي: Gryllus jamaicensis) هو نوع من الحشرات يتبع جنس الجدجد من فصيلة الجداجد الحقيقية.